# Фізичне моделювання

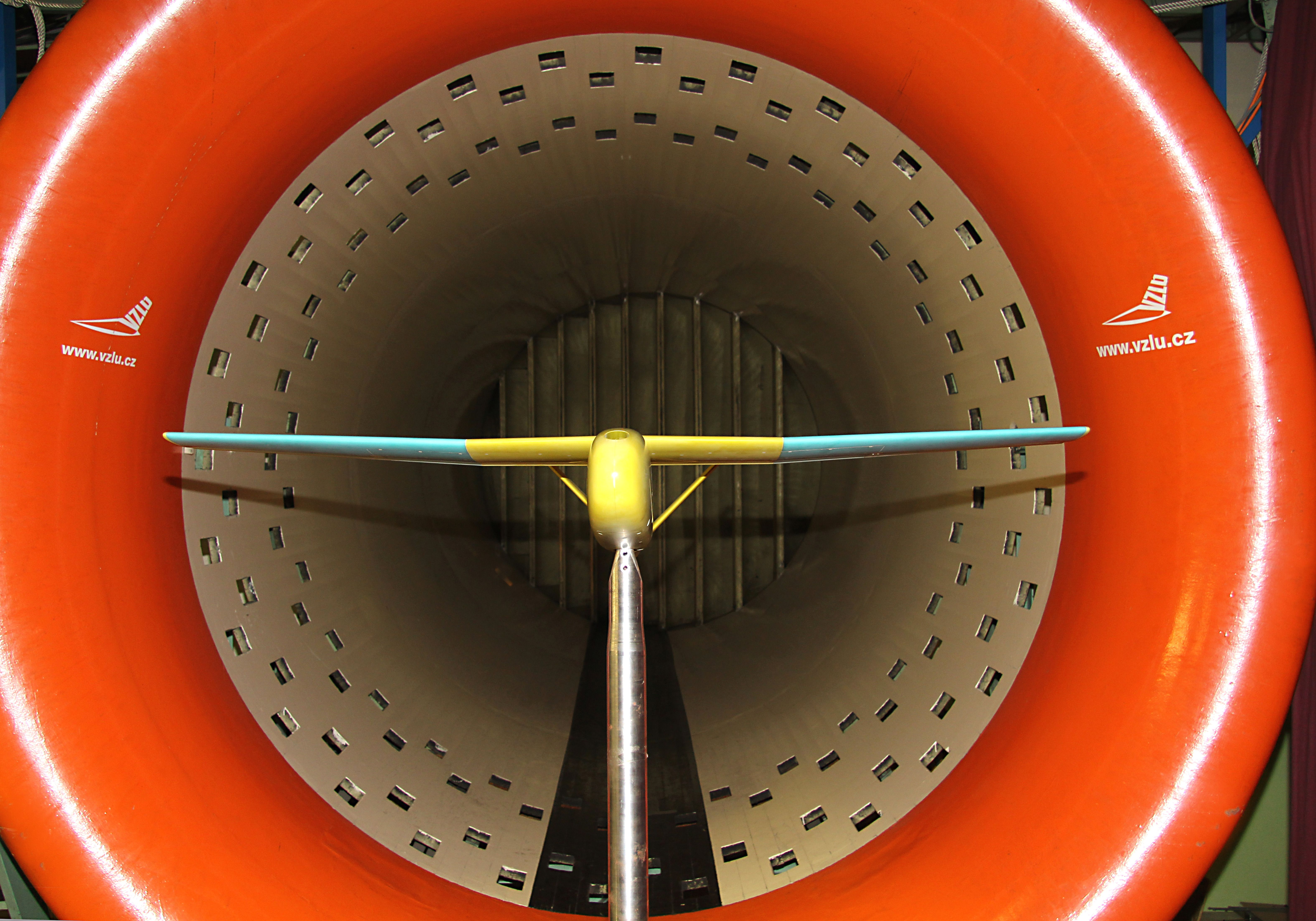
Фізична модель літака в аеродинамічній трубі

Фізичне моделювання (рос. физическое моделирование; англ. physical simulation, нім. physikalische Modellierung f) — 
- 1) Створення матеріальної моделі, що має таку саму фізичну природу (такий самий фізичний зміст), як і дійсне явище, що вивчається на основі критеріїв геометричної, кінематичної й динамічної подібності.

- 2) Відтворення на моделі й дослідження процесів, що якісно однакові з процесами у реальному об'єкті. Під час М.ф. процесу необхідно забезпечити геометричну, часову та фізичну подібності.

Фізичне моделювання — метод експериментального вивчення фізичних явищ, який базується на їх фізичній подібності.
Метод застосовується у випадках, коли:
- відсутня математична модель явища (машини, процесу тощо), або така модель дуже складна, вимагає багато вихідних даних, одержання яких ускладнене.
- відтворення явища (машини, процесу) в реальних масштабах недоцільне.

Метод полягає у створенні лабораторної фізичної моделі явища у зменшеному масштабі і проведення експериментів на цій моделі. Висновки і результати, одержані на моделі розповсюджуються на явище у реальних масштабах.
Метод може дати надійні результати тільки у випадку наявності фізичної подібності реального явища і моделі. Подібність досягається за рахунок рівності для моделі і реального явища значень критеріїв подібності — безрозмірних чисел, що залежать від фізичних (у тому числі геометричних) параметрів, що характеризують явище. Експериментальні дані одержані на моделі розповсюджуються на реальний об'єкт з урахуванням критеріїв подібності (на практиці — з врахуванням певних коефіцієнтів).
У широкому смислі будь-який експеримент є фізичним моделюванням процесу в певних конкретних умовах.
Деякі приклади застосування методу фізичного моделювання:
- Дослідження течій газів і обтікання літальних апаратів, автомобілів, тощо в аеродинамічних трубах.
- Гідродинамічні дослідження на зменшених моделях кораблів, гідротехнічних споруд тощо
- Дослідження сейсмостійкості будівель і споруд на етапі проектування.
- Вивчення стійкості складних конструкцій, під впливом складних силових навантажень.
- Вимірювання теплових потоків і розсіювання тепла в пристроях і системах, що працюють в умовах великих теплових навантажень.
- Вивчення стихійних явищ та їх наслідків.

## Приклади фізичних моделей
- Стенд моделювання процесу гідравлічного транспорту сипкого матеріалу
- Фізичне моделювання звуку

## Квантове моделювання
У жовтні 2017 з'явився фреймворк OpenFermion Cirq , перша платформа з відкритим кодом для перекладу проблем хімії та матеріалознавства в квантові схеми. OpenFermion - це бібліотека для моделювання систем взаємодіючих електронів (ферміонів), що породжують властивості речовини . До OpenFermion розробникам квантових алгоритмів потрібно було вивчити значну кількість хімії та написати велику кількість коду, щоб зламати інші коди, щоб скласти навіть найосновніші квантові симуляції.